# Открытый чемпионат Малайзии по теннису среди женщин
Открытый чемпионат Малайзии (англ. BMW Malaysian Open) — женский профессиональный международный теннисный турнир, проходивший на рубеже зимы и весны в Кула-Лумпуре (Малайзия) на хардовых кортах Royal Selangor Golf Club. С 2010 года по 2017 год относился к международной серии WTA с призовым фондом 250 тысяч долларов и турнирной сеткой, рассчитанной на 32 участницы в одиночном разряде и 16 пар.

## Общая информация
Открытый чемпионат Малайзии в рамках женского протура организован накануне сезона-1992, когда местные организаторы выкупили лицензию турнира одной из базовых категорий у чемпионата в хорватском Боле, где из-за организационных проблем некоторое время не могли проводиться международные спортивные соревнования. Турнир в Куала-Лумпуре вошёл в апрельскую серию турниров в Юго-Восточной Азии, где и просуществовал два сезона, а накануне сезона-1994 чемпионат по финансовым причинам был переведён в Сингапур.
В 1999 году женский профессиональный теннис вернулся в Малайзию, когда организаторы турнира в индонезийской Сурабае временно перевели сюда своё соревнование. Вновь было проведено два розыгрыша, после чего приз вернулся в Индонезию.
Третий приход женского тенниса в Куала-Лумпур состоялся в 2010 году. Новый период жизни соревнования оказался более удачным, нежели два предыдущих: организаторы смогли найти своему проекту постоянное финансирование и, несмотря на регулярные проблемы с погодой, год за годом сохраняли турнир в календаре. Накануне сезона-2014 чемпионат мог в третий раз покинуть тур ассоциации, после того как его лицензия была передана WTA возрождённому призу в Гонконге, но в последний момент малайзийцы смогли перекупит место в календаре у испытывавшего финансовые проблемы приза в Палермо
 и сохранили своё соревнование в элитном женском туре. Поиски, впрочем, привели к сдвигу по срокам для их проекта — всегда проводимый на рубеже февраля и марта в 2014 году турнир в Куала-Лумпуре был на год сдвинут на апрель. Последний розыгрыш турнира на данный момент состоялся в 2017 году.
Более одного раза победить на турнире в любом разряде удалось только одной теннисистке Чжан Кайчжэнь, которая в 2012 и 2013 годах выигрывала парные соревнования с разными партнёршами.
| Годы        | Размер фонда |
| ----------- | ------------ |
| 1992 — 1993 | 100 000 USD  |
| 2010 — 2012 | 220 000 USD  |
| 2013        | 235 000 USD  |
| 2014 — 2017 | 250 000 USD  |

## Финалы турниров
| Год  | Чемпионка         | Финалистка          | Счёт                |
| ---- | ----------------- | ------------------- | ------------------- |
| 2017 | Эшли Барти        | Нао Хибино          | 6-3 6-2             |
| 2016 | Элина Свитолина   | Эжени Бушар         | 6-7(5) 6-4 7-5      |
| 2015 | Каролина Возняцки | Александра Дулгеру  | 4-6 6-2 6-1         |
| 2014 | Донна Векич       | Доминика Цибулкова  | 5-7 7-5 7-6(4)      |
| 2013 | Каролина Плишкова | Бетани Маттек-Сандс | 1-6 7-5 6-3         |
| 2012 | Се Шувэй          | Петра Мартич        | 2-6 7-5 4-1 — отказ |
| 2011 | Елена Докич       | Луция Шафаржова     | 2-6 7-6(9) 6-4      |
| 2010 | Алиса Клейбанова  | Елена Дементьева    | 6-3 6-2             |
| 1993 | Николь Провис     | Энн Гроссман        | 6-3 6-2             |
| 1992 | Яюк Басуки        | Андреа Стрнадова    | 6-3 6-0             |

| Год  | Чемпионки                         | Финалистки                          | Счёт                  |
| ---- | --------------------------------- | ----------------------------------- | --------------------- |
| 2017 | Эшли Барти Кейси Деллакква        | Николь Мелихар Макото Ниномия       | 7-6(5) 6-3            |
| 2016 | Варатчая Вонгтинчай Ян Чжаосюань  | Ван Яфань Лян Чэнь                  | 4-6 6-4 [10-7]        |
| 2015 | Лян Чэнь Ван Яфань                | Юлия Бейгельзимер Ольга Савчук      | 4-6 6-3 [10-4]        |
| 2014 | Тимея Бабош Чжань Хаоцин          | Чжань Юнжань Чжэн Сайсай            | 6-3 6-4               |
| 2013 | Сюко Аояма Чжан Кайчжэнь (2)      | Жанетта Гусарова Чжан Шуай          | 6-7(4) 7-6(4) [14-12] |
| 2012 | Чжан Кайчжэнь Чжуан Цзяжун        | Чжань Хаоцин Рика Фудзивара         | 7-5 6-4               |
| 2011 | Галина Воскобоева Динара Сафина   | Джессика Мур Ноппаван Летчивакан    | 7-5 2-6 [10-5]        |
| 2010 | Чжэн Цзе Чжань Юнжань             | Анастасия Родионова Арина Родионова | 6-7(4) 6-2 [10-7]     |
| 1993 | Патти Фендик Мередит Макграт      | Николь Арендт Кристин Кунс          | 6-4 7-6(2)            |
| 1992 | Изабель Демонжо Наталья Медведева | Рика Хираки Петра Лангрова          | 2-6 6-4 6-1           |